# Particles of Truth
Particles of Truth è un film indipendente del 2003 a basso costo di produzione, scritto e diretto da Jennifer Elster, la quale è anche protagonista assieme a Gale Harold. Il film è stato distribuito il 26 luglio 2005 dalla Hart Sharp Video.
La sua prima apparizione è stata nel Tribeca Film Festival nel 2003.

## Trama
Il film si svolge nell'arco delle 48 ore precedenti ad una mostra d'arte, ed è incentrato sulle nevrosi di otto personaggi, pur trattando in particolare della storia d'amore fra due di essi, Lilly e Morrison.
Lilly Black (Jennifer Elster) è un'artista dal carattere molto chiuso e scontroso.
Ha alle spalle un difficile trascorso familiare, caratterizzato da genitori dipendenti dalla droga. Attualmente il padre è ammalato di AIDS e la madre non è più in grado di intendere, a causa dell'utilizzo prolungato di droghe. Lilly si appresta ad esporre per la prima volta le sue opere in una galleria.
Morrison Wiley (Gale Harold), un batteriofobico che trascorre le sue giornate all'interno del suo SUV BMW, spiando i passanti e riportandone i gesti sul suo quaderno.
Dalle osservazioni scritte ha tratto un libro intitolato “Pensieri da un'automobile”.
I genitori di Morrison sono assenti nella vita del figlio, troppo occupati a condurre una vita mondana.
Lilly e Morrison si incontrano e fra di loro sboccia un'impacciata storia d'amore, ostacolata dai problemi psicologici di entrambi. Dopo il loro primo bacio, Lilly scappa in bagno ed è assillata dai flashback della madre, che le fanno comprendere di non essere ancora pronta ad avere una relazione.
Altro personaggio nevrotico è la coinquilina di Lilly, fanatica della Bibbia, succube di un fidanzato violento.
Le "particelle di verità" del titolo sono quelle piccole parti di verità che sveliamo su di noi agli altri.
Solo con la chiusura col passato si può andare avanti, ed è questo che Lilly comprende alla fine del film.

## Riconoscimenti
Nel 2003, il film ha vinto il Premio della Giuria nell'Austin Film Festival per il Best Feature (Miglior Lungometraggio) e nel 2004, ha vinto il Best High Definition Feature Film (Miglior Lungometraggio Ad Alta Definizione) all'HD Fest. Ha ricevuto perlopiù recensioni favorevoli: Il Los Angeles Times ha riportato che  "Le immagini di 'Particle of Truth' sono molto aspre e hanno un montaggio cupo. È come se la scrittrice-produttrice-regista Jennifer Elster le avesse create con lo scalpello."
Altri commenti:  "interpretazioni di risalto, è ottimo," e "l'indie di New York tira fuori apertamente ciò che Hollywood cerca con forza: una commedia romantica credibile".

## DVD
Particles of Truth è stato pubblicato in DVD negli USA nel 2005.